# Mediaskare Records
La Mediaskare Records è un'etichetta discografica con sede a Los Angeles specializzata nella produzione di metal e hardcore punk.

## Artisti
- Aristeia
- Adaliah
- Antagonist A.D.
- As Blood Runs Black
- Bermuda
- Betrayal
- Blood Stands Still
- Burning The Masses
- Bury Your Dead
- Confession
- Creations[1]
- Deez Nuts
- Darasuum
- Deserters
- Endwell
- Exotic Animal Petting Zoo
- Float Face Down[1]
- Hero In Error
- Hundredth
- It Prevails[2]
- King Conquer
- Knuckle Up
- Lionheart
- Murder Death Kill
- Mureau
- Polarization
- Reign Supreme
- Redeemer
- The Sheds
- Silent Civilian
- Suffokate
- To Each His Own
- Truth And Its Burden
- Ugly Colors
- Volumes
- Wrath of Vesuvius